# Jijang
Jijang (egyszerűsített kínai írással: 益阳市, pinjin: Yìyáng) prefektúra szintű város Kínában, Hunan tartományban. Lakosainak száma 3 851 564 fő (2020).

## Népesség
| 2018 | 4 413 800 |
| 2020 | 3 851 564 |

## Testvérvárosok
- Petah Tikva
- Namhae County
- Sztara Zagora